# Yeferson Quintana
Yeferson Agustín Quintana Alonso (Bella Unión, Artigas, Uruguay; 17 de abril de 1996) es un futbolista uruguayo. Juega de defensa central por el Paysandu del Campeonato Brasileño de Serie B.
Es hermano del también futbolista Clever Quintana.

## Trayectoria

### Formativas
Quintana comenzó a jugar al fútbol en el Club Cañeros, equipo de su ciudad natal, realizó el baby fútbol. Desde 2011 hasta 2014 estuvo en las formativas de Deportivo Tropezón Tablero, también de Bella Unión.
Luego de jugar la Copa Nacional de Selecciones del Interior Sub-18 2013/2014 con la selección de Artigas Interior y destacarse, fue fichado por Peñarol, se integró a las formativas aurinegras en 2013.

### Peñarol
Fue ascendido al plantel de Primera en septiembre de 2015 por Pablo Bengoechea, de manera provisoria, debido a la partida del zaguero Gonzalo Viera. Jugó un partido amistoso como titular contra Boston River. Entrenó con el primer equipo pero jugó en Tercera División.
El año 2016 lo comenzó con la reserva del club. Estuvo presente en la inauguración del Estadio Campeón del Siglo, el 28 de marzo, se enfrentaron al en ese entonces campeón de América, River Plate, fue suplente, no tuvo minutos pero ganaron 4 a 1.
Firmó contrato como profesional por tres años con Peñarol el 2 de junio.
El 28 de junio comenzó su primera pretemporada con el plantel principal aurinegro, bajo el mando de Jorge da Silva.
Como no iba a ser considerado por el entrenador entre las primeras opciones para jugar, Rampla Juniors intentó incorporarlo a préstamo por un año, pero tuvieron una respuesta negativa y se quedó con los carboneros.
Debido a una lesión del zaguero y capitán Carlos Valdez, Quintana fue convocado por primera vez para jugar un partido profesional oficial. El 16 de agosto, estuvo en el banco de suplentes contra Sportivo Luqueño, en la vuelta de la primera ronda de la Copa Sudamericana 2016, no ingresó, empataron 1 a 1, y debido al gol de visitante Peñarol quedó eliminado.
Volvió a estar en el banco de suplentes en primera jornada del Campeonato Uruguayo 2016, se enfrentaron a Liverpool, no tuvo minutos y empataron sin goles.
El 3 de septiembre de 2016, en la fecha 2 del campeonato local, debutó como profesional, ingresó al minuto 52 por Bressan debido a una lesión, se enfrentó a Fénix en el Campeón del Siglo, mostró un buen nivel y ganaron 2 a 0. Disputó su primer partido con 20 años y 137 días, utilizó la camiseta número 30. Con Peñarol ganó el Campeonato Uruguayo 2017 donde marcó 3 goles.

### San José Earthquakes
El 8 de enero se confirmó que Yeferson Quintana continuaría su carrera en el San José Earthquakes de la Major League Soccer.
Se irá a préstamo por un año, y está estipulada una opción de compra por un millón de dólares.

### Futbol de España - Racing de Ferrol
El 28 de septiembre de 2020 fichó por el Racing de Ferrol.

### Futbol de Brasil - Portuguesa
A los 27 años dejó de jugar en la Libertadores en el Defensor Sporting, de Uruguay, para incorporarse al "Lusa", como se conoce cariñosamente al Portuguesa de Desportos, uno de los 5 grandes clubes de la Província de São Paulo. 

## Estadísticas

### Clubes
Actualizado al 21 de mayo de 2022.
Último partido citado: Celta de Vigo II 0-1 Racing de Ferrol.
| Club                                | Div.          | Temporada     | Liga  | Liga  | Liga   | Copas nacionales | Copas nacionales | Copas nacionales | Copas internacionales | Copas internacionales | Copas internacionales | Total | Total | Total  |
| Club                                | Div.          | Temporada     | Part. | Goles | Asist. | Part.            | Goles            | Asist.           | Part.                 | Goles                 | Asist.                | Part. | Goles | Asist. |
| ----------------------------------- | ------------- | ------------- | ----- | ----- | ------ | ---------------- | ---------------- | ---------------- | --------------------- | --------------------- | --------------------- | ----- | ----- | ------ |
| C. A. Peñarol · Uruguay             | 1.ª           | 2016          | 4     | 0     | 0      | -                | -                | -                | 0                     | 0                     | 0                     | 4     | 0     | 0      |
| C. A. Peñarol · Uruguay             | 1.ª           | 2017          | 22    | 3     | 1      | 0                | 0                | 0                | 3                     | 0                     | 1                     | 25    | 3     | 2      |
| C. A. Peñarol · Uruguay             | Total club    | Total club    | 26    | 3     | 1      | 0                | 0                | 0                | 3                     | 0                     | 1                     | 29    | 3     | 2      |
| San Jose Earthquakes Estados Unidos | 1.ª           | 2018          | 13    | 1     | 0      | -                | -                | -                | 0                     | 0                     | 0                     | 13    | 1     | 0      |
| San Jose Earthquakes Estados Unidos | Total club    | Total club    | 13    | 1     | 0      | 0                | 0                | 0                | 0                     | 0                     | 0                     | 13    | 1     | 0      |
| Cerro Largo F. C. · Uruguay         | 1.ª           | 2019          | 26    | 1     | 0      | 0                | 0                | 0                | -                     | -                     | -                     | 26    | 1     | 0      |
| Cerro Largo F. C. · Uruguay         | Total club    | Total club    | 26    | 1     | 0      | 0                | 0                | 0                | 0                     | 0                     | 0                     | 26    | 1     | 0      |
| Danubio F. C. · Uruguay             | 1.ª           | 2020          | 6     | 0     | 1      | -                | -                | -                | -                     | -                     | -                     | 6     | 0     | 1      |
| Danubio F. C. · Uruguay             | Total club    | Total club    | 6     | 0     | 1      | 0                | 0                | 0                | 0                     | 0                     | 0                     | 6     | 0     | 1      |
| Racing de Ferrol · España           | 2.ª B         | 2020-21       | 16    | 3     | 1      | 0                | 0                | 0                | -                     | -                     | -                     | 16    | 3     | 1      |
| Racing de Ferrol · España           | 1.ª RFEF      | 2021-22       | 20    | 1     | 1      | 1                | 0                | 0                | -                     | -                     | -                     | 21    | 1     | 1      |
| Racing de Ferrol · España           | Total club    | Total club    | 36    | 4     | 2      | 1                | 0                | 0                | 0                     | 0                     | 0                     | 37    | 4     | 2      |
| Total carrera                       | Total carrera | Total carrera | 107   | 9     | 4      | 1                | 0                | 0                | 3                     | 0                     | 1                     | 111   | 9     | 5      |
| 1. 2.                               |               |               |       |       |        |                  |                  |                  |                       |                       |                       |       |       |        |

## Palmarés

### Títulos nacionales
| Título              | Club    | País    | Año  |
| ------------------- | ------- | ------- | ---- |
| Torneo Clausura     | Peñarol | Uruguay | 2017 |
| Campeonato Uruguayo | Peñarol | Uruguay | 2017 |

### Títulos regionales
| Título               | Club        | País         | Año  |
| -------------------- | ----------- | ------------ | ---- |
| Super Copa Grão-Pará | Paysandu SC | Pará         | 2025 |
| Copa Verde           | Paysandu SC | Región Norte | 2025 |

### Distinciones individuales
| Distinción                                                  | Año  |
| ----------------------------------------------------------- | ---- |
| Parte del equipo ideal del Campeonato Uruguayo (Premio AUF) | 2019 |